# Єлисавет-Баскет
«Єлисавет-баскет» — професіональна жіноча баскетбольна команда, яка базується в місті Кропивницькому (Україна) та бере участь у Чемпіонаті України з баскетболу серед команд Вищої та Першої ліг. Домашні ігри проводить у спортивному залі факультету фізичного виховання Центральноукраїнського державного педагогічного університету імені Володимира Винниченка. Команда заснована в 2012 році та за час свого існування завоювала срібні медалі (сезон 2012/2013 Чемпіонату України), а в сезоні 2013/2014 стала переможцем Чемпіонату України серед команд Вищої ліги.

### Назва команди
У 2012 році було офіційно обрано назву команди. Президентом клубу було оголошено конкурс на найкращу назву для нової кропивницької жіночої команди. Серед численних варіантів назв найкращою визнали варіант спортивного журналіста Юрія Ілючека — «Єлисавет-Баскет». На думку керівництва клубу, саме «Єлисавет-Баскет» відображає історичні традиції міста Кропивницький.

### Емблема
У 2013 році було створено емблему команди. На емблемі зображена Єлисаветградська зірка, п'ять червоних квіток, які уособлюють п'ять гравців на п'ять гравців на майданчику, та посередині баскетбольний м'яч. Емблема команди підкреслює жіночність, спортивність і приналежність до міста Кропивницький. Розроблено емблема в двох колірних варіантах: червоному та білому.

### Форма
З 2012 року баскетболістки «Єлисавет-баскет» виходили на домашні ігри в білій формі, а на виїзні — у червоній. На майках і шортах зображені елементи рушника з властивим Кіровоградській області орнаментом, виконаному в червоному і чорних кольорах.
У сезоні 2013/2014 форма дещо видозмінилася, але квітковий орнамент залишився незмінним, що ще раз підкреслювало походження команди саме з Кіровоградської області.

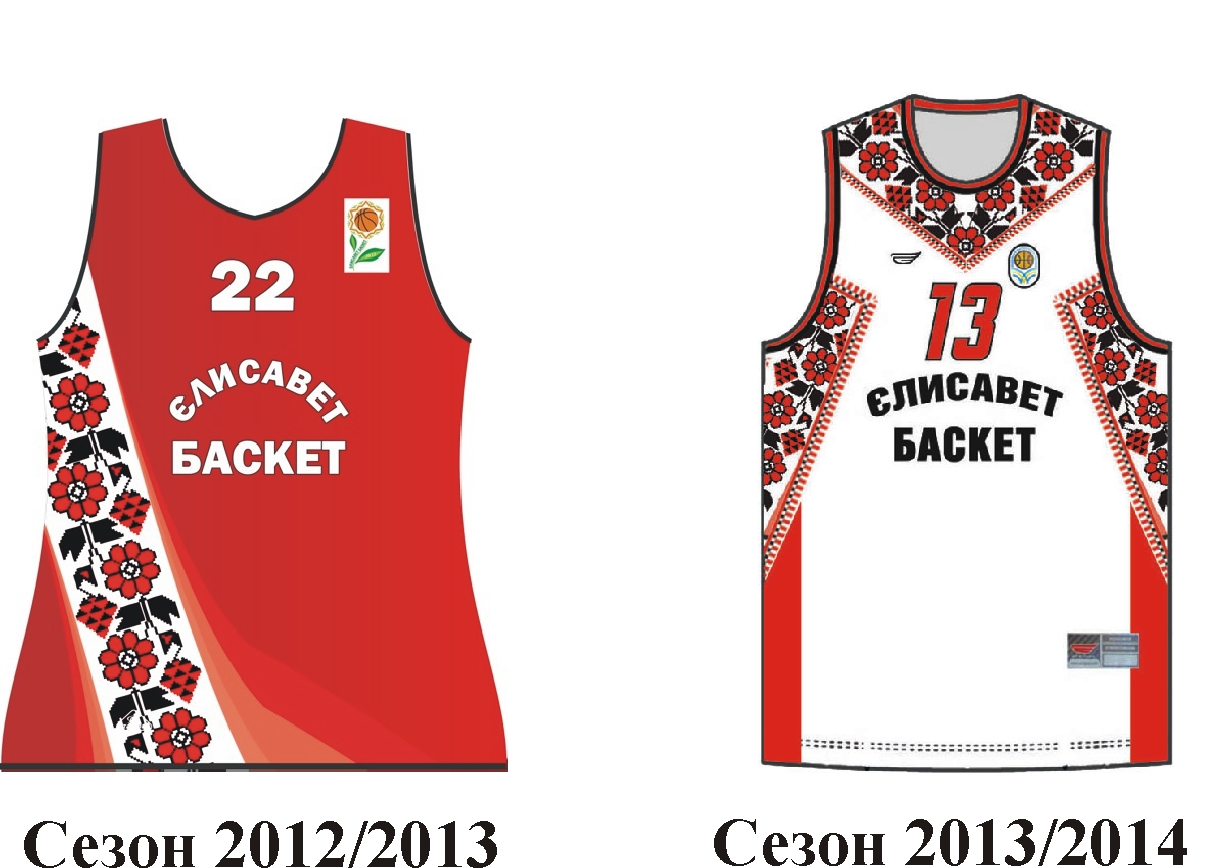
Форма «Єлисавет-Баскет»

## Сезон 2012/2013
2012 став роком заснування жіночого баскетбольного клубу «Єлисавет-Баскет». Ідея створення першої в Кропивницькому за довгий час професійної жіночої баскетбольної команди належить її засновникові — українському бізнесменові Руслану Згривцю. Основною метою створення баскетбольного клубу було підвищення інтересу молоді до здорового способу життя, залучення дітей до занять баскетболом, розвиток спорту в регіоні, і в цілому в Україні.

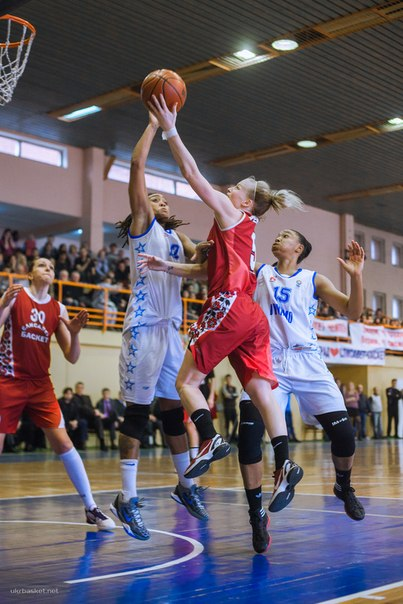
«НПУ-Динамо» — «Єлисавет-Баскет»

 Головним тренером було призначено Юрія Процюка. До складу команди увійшли: гравець національної збірної України — Жержерунова Є., американка Грекхем Е., Назаревич А., Пазюк В., Сивакова О., Рисіна Н. та інші. Головним придбанням команди стала Аліна Ягупова — баскетболіста збірної України, яка перейшла в «Єлисавет-Баскет» з «Регіни-Баскет-Бар». У другій половині регулярного Чемпіонату до команди приєдналися ще чотири іноземних гравця: американка Стефані Реймонд, сербки Нєда Джурич і Рада Відовіч, а також сенегалка Ая Траоре. Також, на посаду головного тренера була запрошена Людмила Коваленко.
Після значного поповнення складу команди «Єлисавет-Баскет» вдалося прорватися в півфінал українського Чемпіонату, де кропивничанкам належало битися з досвідченою київською командою «Тім-Скуф». В серії матчів до двох перемог свою домашню гру «Єлисавет-Баскет» впевнено зіграли і здобули перемогу з рахунком 97:74. Найрезультативнішим гравцем кропивницької команди стала Аліна Ягупова, яка набрала в цій зустрічі 28 очок, 9 підбирань і зробив 5 результативних передач. Статистика решти гравців: А.Траоре (15 + 9 + 1), С.Реймонд (23 + 3 + 9), Е.Жержерунова (14 + 11 + 1), А.Назаревич (10 + 2 + 1), Р. Видович (7 + 6 + 5).
Другу півфінальну гру «Єлисавет-Баскет» провели в Києві, де здобули другу перемогу, обігравши «Тім-Скуф» з рахунком 75:63. А.Ягупова (23 + 12 + 9), Р.Видович (16 + 11 + 3), Е.Жержерунова (11 + 14 + 4), К.Кириченко (9 + 2 + 0), А.Траоре (8 + 7 + 1), А.Назаревич (5 + 6 + 0), С.Реймонд (3 + 5 + 0). Таким чином, зігравши серію переможних ігор з рахунком 2:0 БК «Єлисавет-Баскет» вийшов до фіналу, де відбулися поєдинки ще з одним київським клубом «Динамо-НПУ».

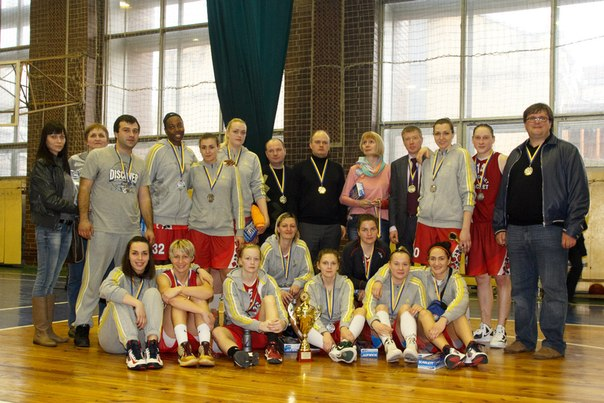
Срібні чемпіони

У першому фінальному матчі до двох перемог «Єлисавет-Баскет» зазнав поразки від «Динамо-НПУ» — 81:65. А.Ягупова (12 + 11 + 6), Е.Жержерунова (18 + 12 + 1), А.Назаревич (13 + 6), С.Реймонд (8 + 1 + 1), Р.Видович (8 + 3 + 2). Рахунок у серії 1:0 на користь київського «Динамо-НПУ». У другому фінальному матчі, за приголомшливої підтримки своїх уболівальників «Єлисавет-Баскет» здолав на домашньому паркеті «Динамо-НПУ» з рахунком 85:79. А.Ягупова (25 + 8 + 4), С.Реймонд (22 + 2 + 5), А.Траоре (16 + 9 + 2), Е.Жержерунова (11 + 9 + 1 + 3 блок-шота), А.Назаревич (9 + 2), Н.Джурич (2 + 4 + 6), Р.Видович (0 + 1 + 2). Рахунок у серії 1:1.
Фінальний поєдинок за золото Чемпіонату проходив в Києві. У напруженій боротьбі баскетболістки «Динамо-НПУ» здолали «Єлисавет-Баскет» з рахунком 73:60. Таким чином, рахунок у серії став 2:1 на користь «Динамо-НПУ», а «Єлисавет-Баскет» в перший же рік свого існування стали срібними призерами Чемпіонату України з баскетболу серед жіночих команд Вищої ліги. А.Ягупова (20 + 6 + 1), А.Траоре (14 + 8 + 3), Е.Жержерунова (10 + 14 + 6), С.Реймонд (5 + 4 + 2), Р.Видович (8+ 3 ассисти), Н.Джурич (1 + 1).
Аліна Ягупова отримала звання MVP Чемпіонату, найкращим центровим визнано Олену Жержерунову.

## Склад 2012/2013
| номер | гравець             | позиція   | Рік народження | зростання |
| ----- | ------------------- | --------- | -------------- | --------- |
| 4     | Наталя Рисіна       | Захисник  | 1993           | 173       |
| 5     | США Стефані Реймонд | Захисник  | 1985           | 170       |
| 6     | Ксенія Кириченко    | Форвард   | 1991           | 173       |
| 8     | Наталія Фрасинюк    | Захисник  | 1993           | 170       |
| 9     | Неда Джурич         | Захисник  | 1980           | 170       |
| 10    | Тетяна Гаів         | Захисник  | 1988           | 180       |
| 11    | Аліса Назаревич     | Центровий | 1989           | 194       |
| 14    | Аліна Ягупова       | Захисник  | 1992           | 185       |
| 15    | Ольга Сивакова      | Захисник  | 1992           | 160       |
| 17    | Анна Миколаєва      | Захисник  | 1991           | 170       |
| 21    | Рада Видович        | Захисник  | 1979           | 177       |
| 30    | Олена Жержерунова   | Форвард   | 1983           | 193       |
| 32    | Ая Траоре           | Форвард   | 1985           | 187       |

## Сезон 2013/2014
Сезон 2013/2014 розпочався з суттєвого оновлення команди. На посаду головного тренера була призначена досвідчена Вікторія Большакова. Керівництву клубу вдалося повернути на батьківщину гравців національної збірної з клубів Болгарії, Угорщини, Казахстану. 

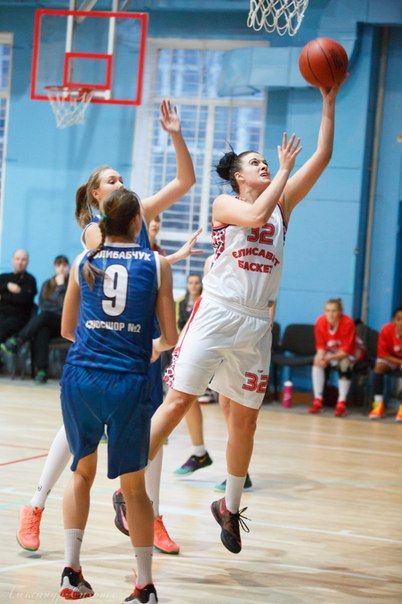
«Єлисавет-Баскет» — «Інтерхім»

 До початку регулярного Чемпіонату в місті Кіровограді (сучасний Кропивницький) пройшов Перший міжнародний турнір «Кубок губернатора Кіровоградської державної адміністрації А.Ніколаєнка», в якому команда «Єлисавет-Баскет» посіла перше місце. В іграх національного чемпіонату «Єлисавет-Баскет» стартував з перемоги над київським клубом «Тім-Скуф». У першій грі зі своїм принциповим суперником київським «Динамо-НПУ», «Єлисавет-Баскет» зазнали першої домашньої поразки. Надалі команди зіграли між собою ще три гри. Обидві виїзні ігри «Єлисавет-Баскет» виграв, а ось ще одну домашню — програв.

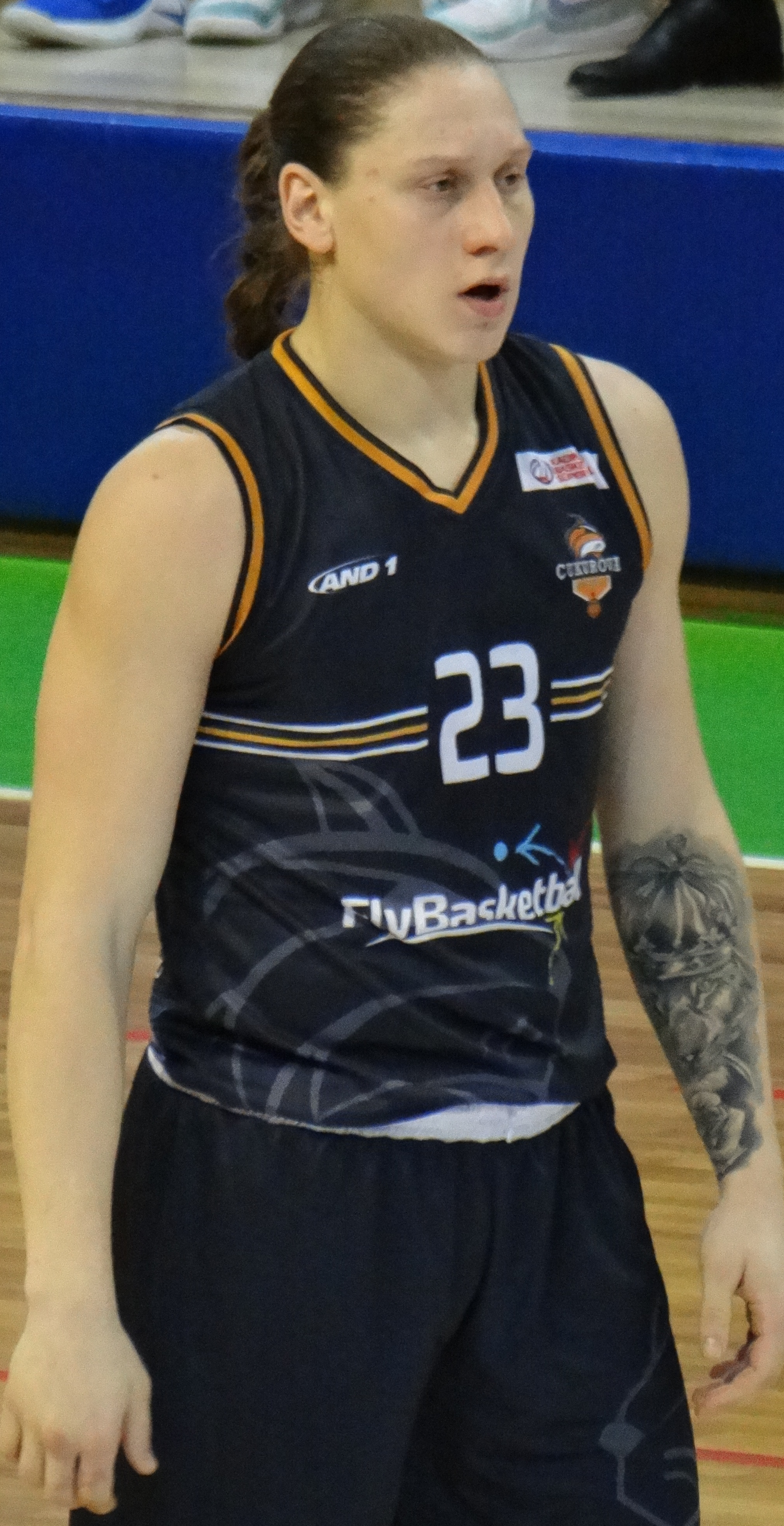
Алина Ягупова — MVP Чемпіонату

Після подій грудня 2013 — лютого 2014 (Євромайдан) виникло питання про доцільність проведення та завершення Чемпіонату України. Після вимушеної паузи, в Чемпіонаті України залишилися всього три команди: одеський «Інтерхім-СДЮСШОР№ 2», київський «Тім-Скуф» і кропивницький «Єлисавет-Баскет». Баскетбольний клуб з Астани (Казахстан) і київське «Динамо-НПУ» завершили свою участь в Чемпіонаті. Таким чином «Єлисавет-Баскет» став одноосібним лідером, і фінальну серію ігор пропустив, чекаючи свого суперника вже в фіналі. Київський «Тім-Скуф» обігравши в півфіналі одеський «Інтерхім» з рахунком 2: 0 в серії, вийшов у фінальну стадію Чемпіонату.
Першу гру з серії до двох перемог «Єлисавет-Баскет» провели в домашніх стінах, де обіграли київську команду з рахунком 94:63 (рахунок у серії 1: 0). Заключним же став київський матч. У другому фінальному поєдинку «Єлисавет-Баскет» обіграв «Тім-Скуф» з рахунком 86:62, і вперше за свою історію завоював золоті медалі Чемпіонату України з баскетболу серед жіночих команд. Лідером, яка повела за собою всю команду стала Аліна Ягупова, яка закинула в корзину суперника 39 очок, зібрала 14 підбирань, оформивши дабл-дабл, зробила 2 результативні передачі та 2 перехоплення. Найкращим гравцем Чемпіонату була визнана Аліна Ягупова, найкращим захисником — Ольга Дубровіна.

## Єлисавет-Баскет-2

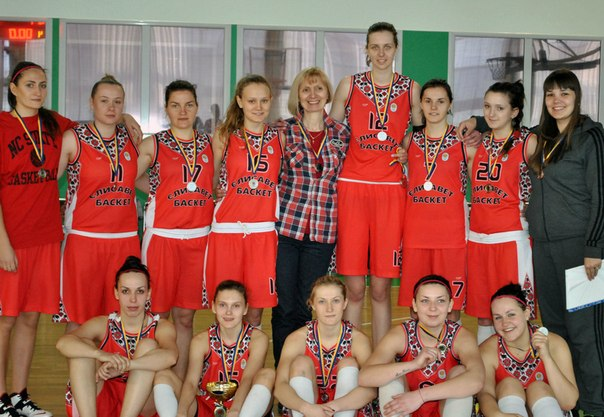
«Єлисавет-баскет-2»

Еще однією ініціативою керівництва клубу «Єлисавет-Баскет» стала поява в сезоні 2013/2014 дублюючого складу основної команди, який виступав в Чемпіонаті України з баскетболу серед жіночих команд Першої ліги. Очолила команду Людмила Коваленко. Метою створення другої команди було залучення молодих, перспективних гравців для того, що б забезпечити в майбутньому конкуренцію за місце в основній команді.
Незважаючи на те, що серйозних цілей перед молодою командою не ставилося, «Єлисавет-Баскет-2» вийшов зі своєї групи на першому місці, перегравши при цьому більш досвідчених суперників. У фіналі Першої ліги зійшлися команди з Івано-Франківська, Вінниці та Кіровограда. Баскетболістки з БК «Єлисавет-Баскет-2» у першій грі проти «Франківська» програли з рахунком 67:85, а ось гру проти «Вінницьких блискавок» виграли з рахунком 75:67. Таким чином, «Єлисавет-баскет-2» стали срібними призерами Чемпіонату України серед жіночих команд Першої ліги.

## Склад «Єлисавет-Баскет» 2013/2014
| номер | гравець               | позиція  | Рік народження | зріст |
| ----- | --------------------- | -------- | -------------- | ----- |
| 4     | Ольга Дубровіна       | Захисник | 1987           | 170   |
| 5     | Оксана Кисільова      | Форвард  | 1988           | 186   |
| 7     | Вікторія Конде        | Захисник | 1997           | 173   |
| 8     | Тетяна Лисенко        | Форвард  | 1993           | 179   |
| 9     | США Тані Робінсон     | Форвард  | 1988           | 180   |
| 10    | Катерина Римаренко    | Форвард  | 1990           | 185   |
| 13    | Олександра Чек        | Центрова | 1993           | 190   |
| 14    | Аліна Ягупова         | Захисник | 1992           | 185   |
| 19    | Ольга Колядюк         | Захисник | 1996           | 171   |
| 22    | Наталя Покровенко     | Захисник | 1993           | 170   |
| 32    | США Ребекка Брушевскі | Форвард  | 1988           | 185   |
| 33    | США Рене Тейлор       | Захисник | 1984           | 158   |